# Proctocera quadriguttata
Proctocera quadriguttata är en skalbaggsart som beskrevs av Aurivillius 1914. Proctocera quadriguttata ingår i släktet Proctocera och familjen långhorningar.
Artens utbredningsområde är:
- Benin.
- Gabon.
- Togo.

Inga underarter finns listade i Catalogue of Life.